# IC 4481
IC 4481 је спирална галаксија у сазвјежђу Волар која се налази на листи објеката дубоког неба у Индекс каталогу.
Деклинација објекта је + 16° 8' 30" а ректасцензија 14h 40m 10,1s. Привидна величина (магнитуда) објекта IC 4481 износи 15,7 а фотографска магнитуда 16,5.